# Villanueva
Villanueva – miasto w Hondurasie, w departamencie Cortés, w gminie Villanueva. W 2009 roku zamieszkane było przez ok. 28 tys. mieszkańców. Miasto stanowi ośrodek przemysłu spożywczego i włókienniczego.